# Krueng Meuriam
Krueng Meuriam is een bestuurslaag in het regentschap Pidie van de provincie Atjeh, Indonesië. Krueng Meuriam telt 919 inwoners (volkstelling 2010).